# Севко, Павел Антонович
Павел Антонович Севко — советский хозяйственный, государственный и политический деятель.

## Биография
Родился в 1907 году в деревне Андреевичи. Член ВКП(б) с 1939 года.
С 1925 года — на хозяйственной, общественной и политической работе. В 1925—1948 гг. — батрак, работал на железной дороге, активист Волковысского подпольного райкома КПЗБ, руководил отрядом рабочей гвардии в деревне Мстибово Волковысского района, член Временного управления, депутат Народного собрания Западной Белоруссии, член Полномочной комиссии этого собрания на 5-й внеочередной сессии Верховного Совета СССР, директор Волковысского мелькомбината, участник Великой Отечественной войны, заместитель председателя Волковысского райисполкома, заместитель председателя Гродненского облисполкома, председатель Сопоцкинского райисполкома.
Избирался депутатом Верховного Совета СССР 1-го созыва. Депутат Верховного Совета БССР (с 1947 г.).
Погиб в 1948 году. Убит в результате нападения боевиков антикоммунистического подполья в лесу в ходе инспекционной поездки на лесозаготовки крепежного леса для Донбасса. Похоронен в г.п. Сопоцкин в братской могиле. Именем П. А. Севко названа улица в г.п. Сопоцкин; в Сопоцкине на доме, где он жил, и на здании ж.д. станции в д. Андреевичи, где он работал, установлены мемориальные доски; в музее Сопоцкинской средней школы экспонируются о нём материалы.